# Királyok völgye 35

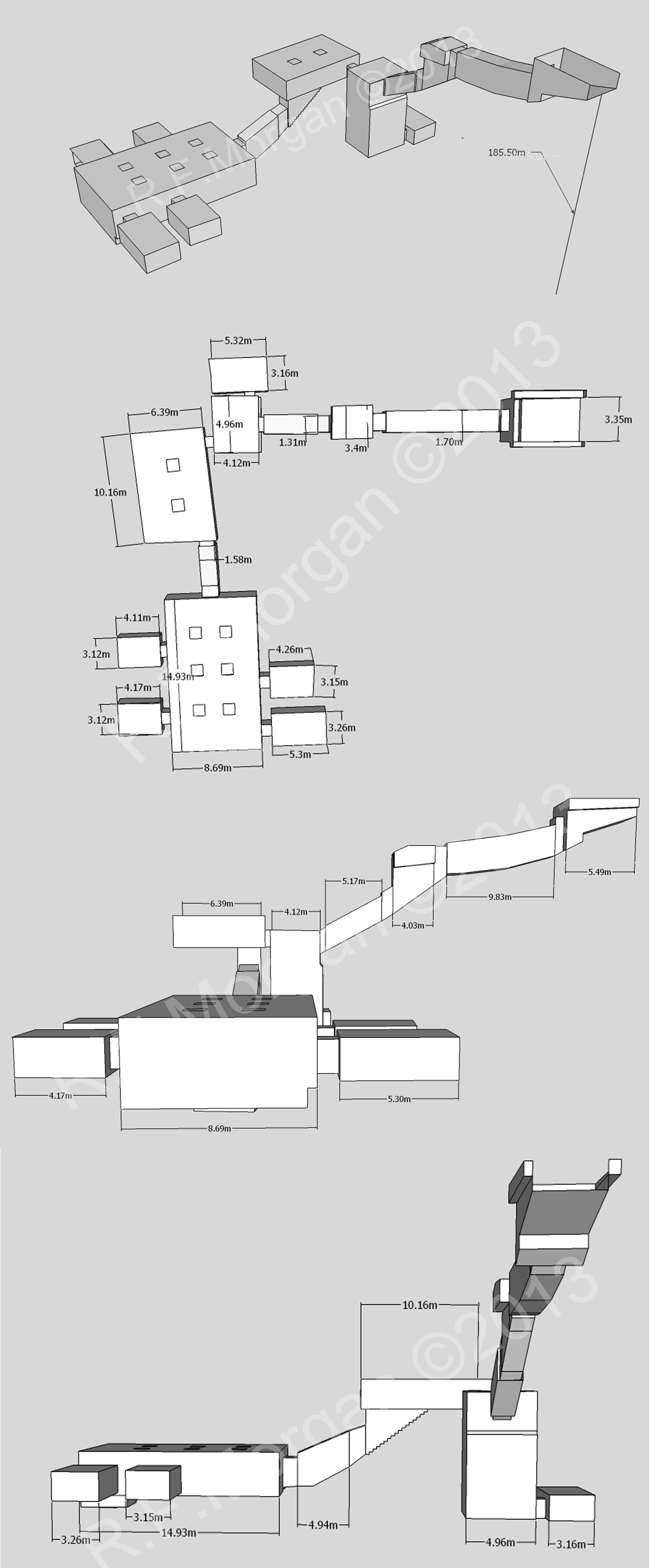
A sír izometrikus képe, alaprajza és oldalnézeti metszete egy 3D-modell alapján

A Királyok völgye 35 (KV35) egy egyiptomi sír a Királyok völgye keleti völgyében, a délnyugati vádi nyugati ágában. A XVIII. dinasztiához tartozó II. Amenhotep számára épült, később azonban számos más múmiát is átköltöztettek ide, több fáraó múmiája is innen került elő. Tutanhamon sírjának felfedezése előtt ez volt az egyetlen királysír, amelyben a fáraót saját szarkofágjában találták meg. A sírt Victor Loret fedezte fel 1898-ban.

## Leírása
A sír hajlított tengelyű, 91,87 m hosszú, területe 362,85 m². Egy lépcső, egy folyosó, újabb lépcső, majd újabb folyosó vezet le a kamrához, melyben egy akna található; az akna aljából mellékkamra nyílik. Az aknán túl a folyosó derékszögben bal felé fordul és egy négyszögletes, kétoszlopos csarnokban folytatódik, ebből lépcső és folyosó vezet le a sírkamrába. A sírkamrában három pár oszlop áll, ezek mögött lépcső vezet le egy mélyebben fekvő részhez, ahol a vöröskvarcit szarkofágot elhelyezték. A sírkamrából jobbra és balra 2-2 mellékkamra nyílik. A sír több építészeti eleme újításnak minősült, például az akna aljából nyíló mellékkamra, az első oszlopos csarnokot és a sírkamrát elválasztó folyosó, illetve a sírkamra négyszögletes alaprajza, valamint alacsonyabban és magasabban fekvő szintjének kialakítása. Ez a síralaprajz a XIX. dinasztia koráig jellemezte a királysírokat.
A sírkamra jó állapotban fennmaradt dekorációja különféle istenségek társaságában mutatja a fáraót. Újításnak számít az oszlopokra festett jelenet, melyen az uralkodó szertartásokat végez Ozirisz, Anubisz és Hathor előtt. Emellett láthatóak jelenetek az Amduat könyvéből, melynek teljes szövege szerepel a sírban, kurzív hieroglifákkal. A mennyezet díszítése hagyományos módon kék alapon aranycsillagos.
A sírból számos lelet került elő, a fáraó kvarcit szarkofágja mellett – melyben egy valószínűleg későbbi pótlásként készült fakoporsóban feküdt az uralkodó virágokkal borított teste – isten- és fáraószobrocskák (az egyik szobor üreges testében összetekert papiruszon a Barlangok könyvének részlete –, az eredetileg a szobrokat tartalmazó szentélyek darabjai, usébtik, törött halotti ágy, legalább egy nagy faágy, hasonló ahhoz, ami Tutanhamon sírjából került elő, bútorok, edények, hajómodellek, kozmetikai eszközök, fajansz virágok és gyümölcsök, mind erősen törött állapotban.
A négy mellékkamrában térdig állt a törmelék, baloldalt az egyikben fajanszvázák cserepei, a másikban kb. 30 nagy edény, jobbra az elsőben három múmia, körülöttük kisebb faszobrok, a másodikban, amelyet elfalaztak, kilenc múmia és további szobrok.
1994-ben a sírt lezárták, mert víz árasztotta el. Ezután a Régiségek Legfelsőbb Tanácsa védőfalat emelt elé, emellett jobb világítást épített ki a sírban, és az oszlopokat üveglappal fedte le.

## Múmiák
A sírt ugyan már az ókorban kirabolták, de a XXI. dinasztia idején, I. Pinedzsem uralkodása alatt rendbe hozták és több múmiát ideköltöztettek eredeti sírjából, itt találta meg őket Loret 1898-ban. Ez volt a másodikként felfedezett jelentős királyi cache a DB320 után.
A sírkamra alacsonyabban fekvő részében
- II. Amenhotep fáraó, saját szarkofágjában. 1928-ig itt volt kiállítva, utána a kairói Egyiptomi Múzeumba szállították.

A sírkamrából nyíló jobb oldali első mellékkamrában
Itt három múmiát talált Loret, koporsó nélkül. Mindhárom test erősen sérült. Loret eleinte II. Amenhotep közeli családtagjának vélte mindhármukat. Kettejükről későbbi DNS-vizsgálatok derítették ki, hogy a két nemzedékkel később élt III. Amenhotep családtagjai. Valószínűleg eredetileg a baloldali első mellékkamrában voltak, mert a fiú lábujja onnan került elő.
- Tije királyné, korábban KV35EL (Elder Lady, „Idősebb hölgy”) néven ismert, 2010-ben DNS-vizsgálattal azonosították.
- KV35YL (Younger Lady, „Fiatalabb hölgy”) a 2010-es DNS-vizsgálatok alapján III. Amenhotep és Tije egyelőre azonosítatlan lánya, Tutanhamon anyja. Mellette egy kar feküdt, ami nem az övé.
- Fiatal fiú, hajviselete megegyezik a hercegeknél megszokottal; a két női múmia között találták. Egy feltételezés szerint Thotmesz herceg, III. Amenhotep fia.

A sírkamrából nyíló jobb oldali második mellékkamrában
A kamra hátsó részében, balról jobbra:
- IV. Thotmesz, átszállítva a KV43-ból,
- III. Amenhotep, a KV22-ből; III. Ramszesz koporsójában feküdt, II. Széthi koporsófedelével,
- II. Széthi, a KV15-ből,
- Merenptah, a KV8-ból; Széthnaht koporsója alsó részében,
- Sziptah, a KV47-ből,
- V. Ramszesz, a KV9-ből.

A kamra első részében:
- Női múmia, egy Széthnaht nevével ellátott koporsófedélben találták. Lehetséges, hogy Tauszert fáraónő,
- VI. Ramszesz, a KV9-ből,
- IV. Ramszesz, a KV2-ből.

Az oszlopos csarnokban
- Férfimúmia, egy hajón feküdt. Egy feltételezés szerint Széthnaht fáraóé.[9] Sajnos a 20. század elején nyoma veszett.

Az akna aljából nyíló mellékkamrában
Két múmiát találtak itt. Az aknából két koponya is előkerült.
- Egy fiú, valószínűleg Webenszenu herceg, Amenhotep fiatalon elhunyt fia, akinek usébtije előkerült a sírból.

## Külső hivatkozások
- Theban Mapping Project: KV35